# إميل كولب
إميل كولب (بالفرنسية: Émile Kolb)‏ (3 يونيو 1902 في لوكسمبورغ - 1 سبتمبر 1967 بباريس في فرنسا) هو لاعب كرة قدم لوكسمبورغي في مركز الدفاع، شارك في الألعاب الأولمبية الصيفية 1924 والألعاب الأولمبية الصيفية 1928. وشارك مع منتخب لوكسمبورغ لكرة القدم.

## وصلات خارجية
- إميل كولب على موقع الاتحاد الدولي (مؤرشف)  (الإنجليزية)
- إميل كولب على موقع قاعدة بيانات كرة القدم.إي يو (الإنجليزية)
- إميل كولب على موقع عالم كرة القدم.نت (الإنجليزية)
- إميل كولب على موقع أوليمبيديا (الإنجليزية)